# Luna 24
Luna 24 (également appelée Lunik 24), mission spatiale inhabitée du programme Luna, est la dernière sonde soviétique à se poser sur la Lune et à retourner des échantillons de sol lunaire vers la Terre, près de 4 ans après la dernière mission humaine, Apollo 17.

## Déroulement de la mission
Luna 24, lancée vers la Lune depuis une orbite terrestre intermédiaire, est mise en orbite circulaire autour de la Lune le 13 août 1976 et se pose le 18 août. Elle rapporte sur Terre en Sibérie, le 22 août 1976, un échantillon de 170 g.
Luna 24 clôture ainsi le programme Luna, débuté par Luna 1 en 1959, ainsi que la course à la Lune lancée en 1961.
Sur la base des analyses d'échantillons ramenés par Luna 24, les soviétiques avaient prouvé dès 1978 l'existence d'eau dans le régolithe lunaire. L'information, publiée dans la revue Geokhimiia et traduite en anglais, est ignorée par les scientifiques occidentaux jusqu'à la publication, par le chercheur américain Arlin Crotts, de l'université Columbia, à New York, d'une série d'articles de synthèse sur l'eau sélène, information reprise par Futura Sciences.
Luna 24 est restée pendant 37 ans la dernière sonde à s'être posée sur la Lune de manière contrôlée (soft-landing) jusqu'au 14 décembre 2013 lors de l'alunissage de la mission Chang'e 3 du CNSA.
Luna 24 est la dernière sonde à avoir prélevé sur la Lune et envoyé sur Terre des échantillons du sol de notre satellite, jusqu'au 16 décembre 2020 (lors de la mission Chang'e 5).